# Ciro Quispe López
Ciro Quispe López (ur. 20 października 1973 w Cuzco) – peruwiański duchowny rzymskokatolicki, biskup-prałat Juli od 2018.

## Życiorys

### Prezbiterat
Święcenia kapłańskie otrzymał 30 listopada 2001 i został inkardynowany do archidiecezji Cuzco. Po dwuletnim stażu wikariuszowskim został skierowany na studia biblijne do Rzymu. W 2012 powrócił do kraju i został wykładowcą nauk biblijnych na wydziale teologicznym w Limie. W 2016 objął funkcję dyrektora ds. studiów w seminarium w Cuzco.

### Episkopat
15 listopada 2018 papież Franciszek mianował go ordynariuszem prałatury terytorialnej Juli. Sakry udzielił mu 15 grudnia 2018 nuncjusz apostolski w Peru - arcybiskup Nicola Girasoli.